# 斯科舍海

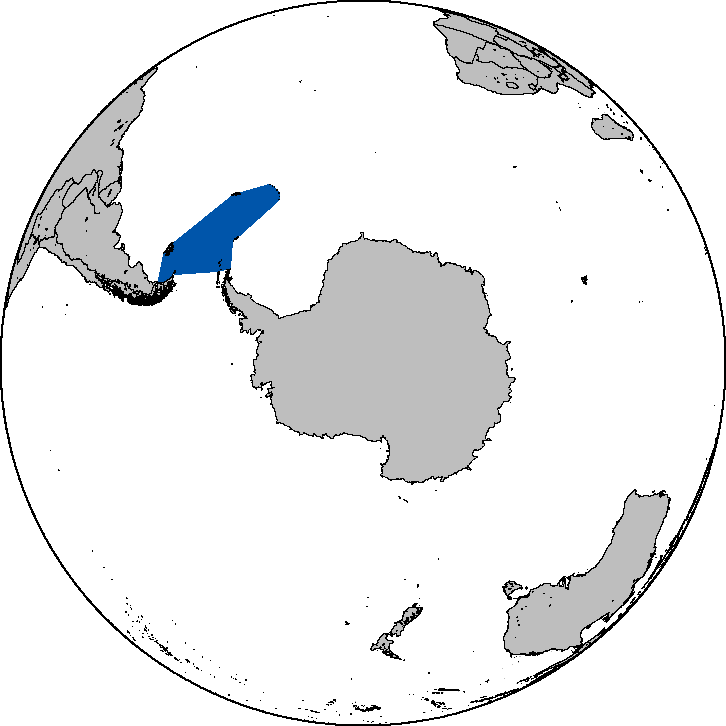
斯科舍海位置图。

斯科舍海（英語：Scotia Sea）是在南半球的一个海洋，横跨大西洋和南冰洋，位于火地群岛、福克兰群岛、南乔治亚岛、南桑威奇群岛和南极半岛之间，西邻德雷克海峡。在1932年，斯科舍海根据苏格兰国家南极探险队（1902至1904年）的船只“斯科舍号”命名的。

## 地缘政治
阿根廷称斯科舍海为阿根廷海，并对该海域的一些岛屿例如南乔治亚岛和福克兰群岛宣称拥有主权。